# Phanerocercus
Phanerocercus is een geslacht van rechtvleugeligen uit de familie sabelsprinkhanen (Tettigoniidae). De wetenschappelijke naam van dit geslacht is voor het eerst geldig gepubliceerd in 1980 door Piza.

## Soorten
Het geslacht Phanerocercus  is monotypisch en omvat slechts de volgende soort:
- Phanerocercus caatingae (Piza, 1980)